# Волохокрильці
Волохокрильці, волохокрилі (Trichoptera) — ряд комах з повним перетворенням. Вони найбільш близько споріднені з лускокрилими (метеликами), і два ряди разом утворюють надряд Amphiesmenoptera.
Дорослі волохокрильці — комахи середніх розмірів, схожі на метеликів, але їхні крила вкриті не лускою, а волосинками. Личинки живуть у прісних водоймах, багато видів живуть у трубчастих «будиночках», які вони споруджують з різноманітних знайдених на дні дрібних предметів.
1 вид волохокрильців занесено до Червоної книги України. 

## Морфологія
Довжина тіла волохокрильців від 2 до 30 мм, розмах крил від 5 до 90 мм. Забарвлення зазвичай сірувате, буре або коричневе. Тіло волохокрильців вкрите дрібними волосинками, звідки й походить їх назва. Особливо рясно вкриті волосинками голова і крила. Очі великі, фасеткові, іноді є три прості вічка. Вусики довгі, ниткоподібні. Ротові органи погано розвинені, пристосовані лише до злизування води і рідкої їжі. Є дві пари перетинчастих крил, укритих густими волосинками; передні крила темніші і твердіші за задні, іноді з малюнком; задні — тонкі, слабо опушені, блискучі, зазвичай без малюнка. У стані спокою крила складені дахоподібно на спині, під гострим кутом. Ноги довгі. Дорослі комахи живуть на суші, але тримаються біля води; швидко бігають, але літають погано, деякі види зовсім не можуть літати. Яйця відкладаються у воду або на листя прибережних рослин у вигляді ікри, тобто групами, склеєними драглистою речовиною. Після виходу з яйця і до залялькування личинка линяє 4, рідше 5-6 разів. Личинки і лялечки, за рідкісним винятком (винятком є, наприклад, Enoicyla pusilla, що живе в букових лісах Західної Європи), живуть у воді.

## Життєвий цикл

### Личинка

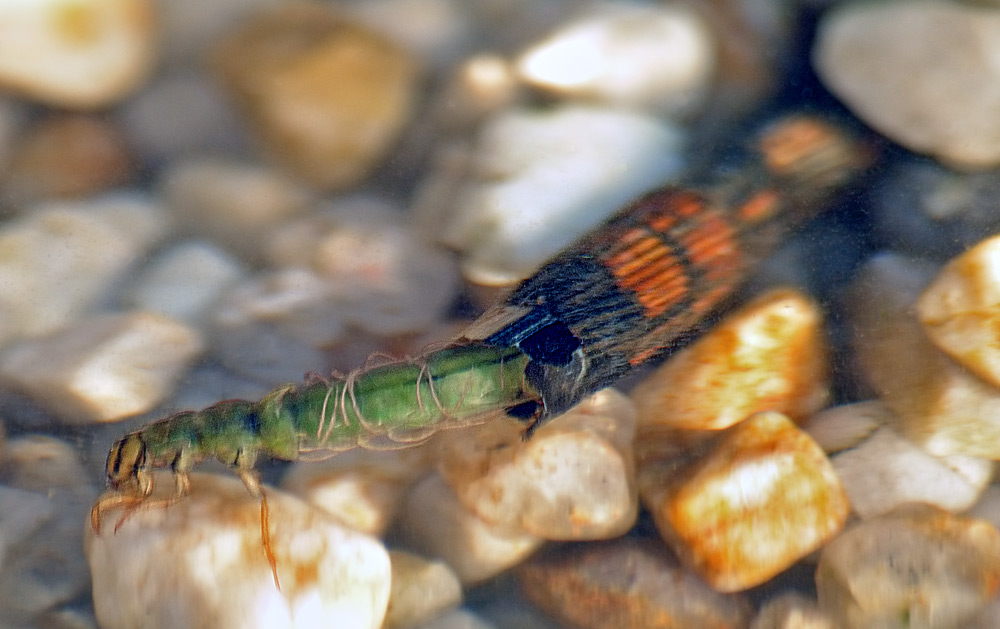
Личинка волохокрильця з будиночком

Тіло личинки волохокрильця подовжене; голова і ротові органи добре розвинені; ротовий апарат гризучий, нижня губа має на кінці отвір прядильних залоз, що виділяють клейку нитку, яка твердне у воді. Передні ноги зазвичай масивніші, але коротші за середні і задні. Черевце м'яке, світле, має пару несправжніх черевних ніг. У личинок багатьох видів волохокрильців на черевці розташовані трахейні зябра. Живляться личинки переважно рослинною їжею, деякі є хижаками.
Личинки багатьох видів волохокрильців живуть у трубчастих чохликах («будиночках»). Будиночок складається з тканинної основи, до якої зазвичай вплетені зовні мінеральні або рослинні частки, щільно з'єднані одна з одною. Личинка пересувається разом з будиночком, висунувши з переднього отвору голову і грудні ноги і тримаючись за внутрішню стінку кігтиками черевних ніжок. Будиночки личинок волохокрильців вельми різноманітні за формою і за матеріалом і можуть будуватися з піщинок, дрібних камінчиків, уламків перегнилих деревних залишків чи шматочків листя і стебел рослин.
Личинки деяких видів волохокрильців (Neureclipsis, Hydropsyche) будують не чохлики, а ловецькі тенета, у які потрапляють дрібні водяні тварини. Деякі личинки (Rhyacophila) не будують ні чохликів, ні тенет, а прикріплюються до субстрату шовковою ниткою.

### Лялечка

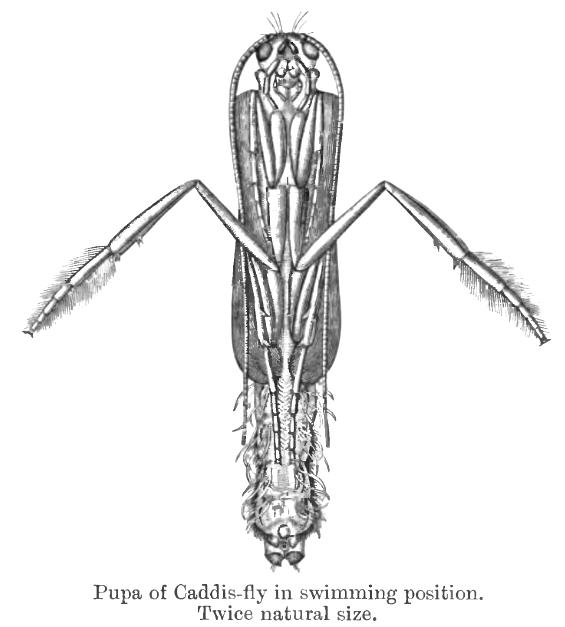
Лялечка волохокрильця

Заляльковування личинок, що живуть у чохликах, відбувається всередині чохликів. Вільноживучі личинки перед заляльковуванням виготовляють собі чохлик. Кінцеві отвори чохликів личинки заплітають павутинням так, щоб на кожному залишалися отвори для течії води. Лялечка всередині будиночка здійснює ритмічні рухи для підтримки струму води, необхідного для дихання, і час від часу, посуваючись взад і вперед, прочищає отвори переднього і заднього кінців чохлика. Зріла лялечка прогризає верхніми щелепами кришечку переднього отвору будиночка і пливе до місця виходу на сушу, користуючись другою парою ніг, лапки якої оснащені густими плавальними волосинками. Діставшись будь-якого надводного предмета, лялечка виповзає з води, останній раз линяє і перетворюється на імаго. Місцями, у великих водоймах, виліт буває масовий.

## Екологія
Личинки волохокрильців переважно є реофілами, тобто мешканцями водойм з проточною, багатою на кисень водою — річок і струмків, рідше зустрічаються серед них мешканці стоячих водойм. Личинки зазвичай не переносять забруднених людиною вод і слугують біоіндикатором забрудненості при проведенні екологічного моніторингу водойм.
Волохокрильці є важливим компонентом водних харчових ланцюгів, оскільки їх личинками живиться багато видів прісноводних риб; у риболовлі личинки волохокрильців використовуються як наживка.
Один вид волохокрильців (оксиетира жовтовуса) занесений до Червоної книги України.

## Класифікація
На даний час загальновизнаним є поділ ряду на два підряди: Annulipalpia і Integripalpia. Імаго Annulipalpia (кільчастополапкових) мають кільчасті щелепні полапки, личинки камподеоподібні — мають дещо сплощене тіло і вирізняються більшою рухливістю, зазвичай не мають пересувних будиночків, багато з них роблять ловецькі тенета. У Integripalpia (суцільнополапкових) імаго характеризуються непочленованими щелепними полапками, личинки червоподібні, живуть у пересувних трубчастих чохликах. Кілька родин, що не входять до цих двох підрядів (Rhyacophilidae, Hydrobiosidae, Hydroptilidae, Glossosomatidae), об'єднують у групу Spicipalpia, яка, проте, не є монфілетичною.
На сьогодні описано близько 13 тис. видів волохокрильців, об'єднаних у 45 родин і 600 родів.
- Підряд Annulipalpia
  - Надродина Hydropsychoidea
    - Dipseudopsidae
    - Ecnomidae
    - Electralbertidae
    - Hydropsychidae
    - Polycentropodidae
    - Psychomyiidae
    - Xiphocentronidae

  - Надродина Philopotamoidea
    - Philopotamidae
    - Stenopsychidae
- Підряд Integripalpia
  - Надродина Leptoceroidea
    - Atriplectididae
    - Calamoceratidae
    - Molannidae
    - Leptoceridae
    - Limnocentropodidae
    - Odontoceridae
    - Philorheithridae

  - Надродина Limnephiloidea
    - Apataniidae
    - Brachycentridae
    - Goeridae
    - Limnephilidae
    - Lepidostomatidae
    - Oeconesidae
    - Pisuliidae
    - Rossianidae
    - Taymyrelectronidae
    - Uenoidae

  - Надродина Necrotaulioidea
    - Necrotauliidae

  - Надродина Phyrganeoidea
    - Baissoferidae
    - Dysoneuridae
    - Kalophryganeidae
    - Phyrganeidae
    - Phyrganopsychidae
    - Plectrotarsidae

  - Надродина Sericostomatoidea
    - Anomalopsychidae
    - Antipodoeciidae
    - Barbarochthonidae
    - Beraeidae
    - Calocidae
    - Chathamiidae
    - Conoesucidae
    - Helicophidae
    - Helicopsychidae
    - Hydrosalpingidae
    - Kokiriidae
    - Petrothrincidae
    - Sericostomatidae

  - Надродина Tasimioidea
    - Tasimiidae

  - Надродина Vitimotaulioidea
    - Vitimotauliidae
    - Cladochoristidae
    - Microptysmatidae
    - Prosepididontidae
    - Protomeropidae
    - Uraloptysmatidae
- Підряд Spicipalpia
  - Надродина Hydroptiloidea
    - Glossosomatidae
    - Hydroptilidae
    - Ptilocolepidae

  - Надродина Rhyacophiloidea
    - Hydrobiosidae
    - Rhyacophilidae

## Скам'янілості
Викопні Trichoptera були виявлені в породах, починаючи з тріасу.